# Josip Weber
Pour les articles homonymes, voir Weber.
Josip Weber, né à Slavonski Brod en Yougoslavie le 16 novembre 1964 et mort le 8 novembre 2017 à Split en Croatie, est un footballeur internationalyousgoslave puis croate naturalisé belge.

## Biographie
Josip Weber est sacré meilleur buteur de Jupiler League en 1991-1992 (26 buts), 1992-1993 (31 buts) et 1993-1994 (31 buts), évoluant durant ces années sous le maillot du Cercle Bruges KSV. Il prend la nationalité belge en 1994 pour faire partie de l'équipe nationale belge de football. Son bilan avec les Diables Rouges est remarquable avec 6 buts marqués en 8 sélections, dont 5 lors de la rencontre amicale Belgique-Zambie (9-0) le 4 juin 1994.
Atteint d'un cancer de la prostate, il meurt le 8 novembre 2017.

## Caractéristiques
Josip Weber était un vrai joueur de surface. Très habile des deux pieds, fort dans le jeu de tête, rapide dans les premiers mètres, c'était un vrai joueur d'instinct. Il excellait dans les équipes jouant en contre-attaque .